# Burg Dobl

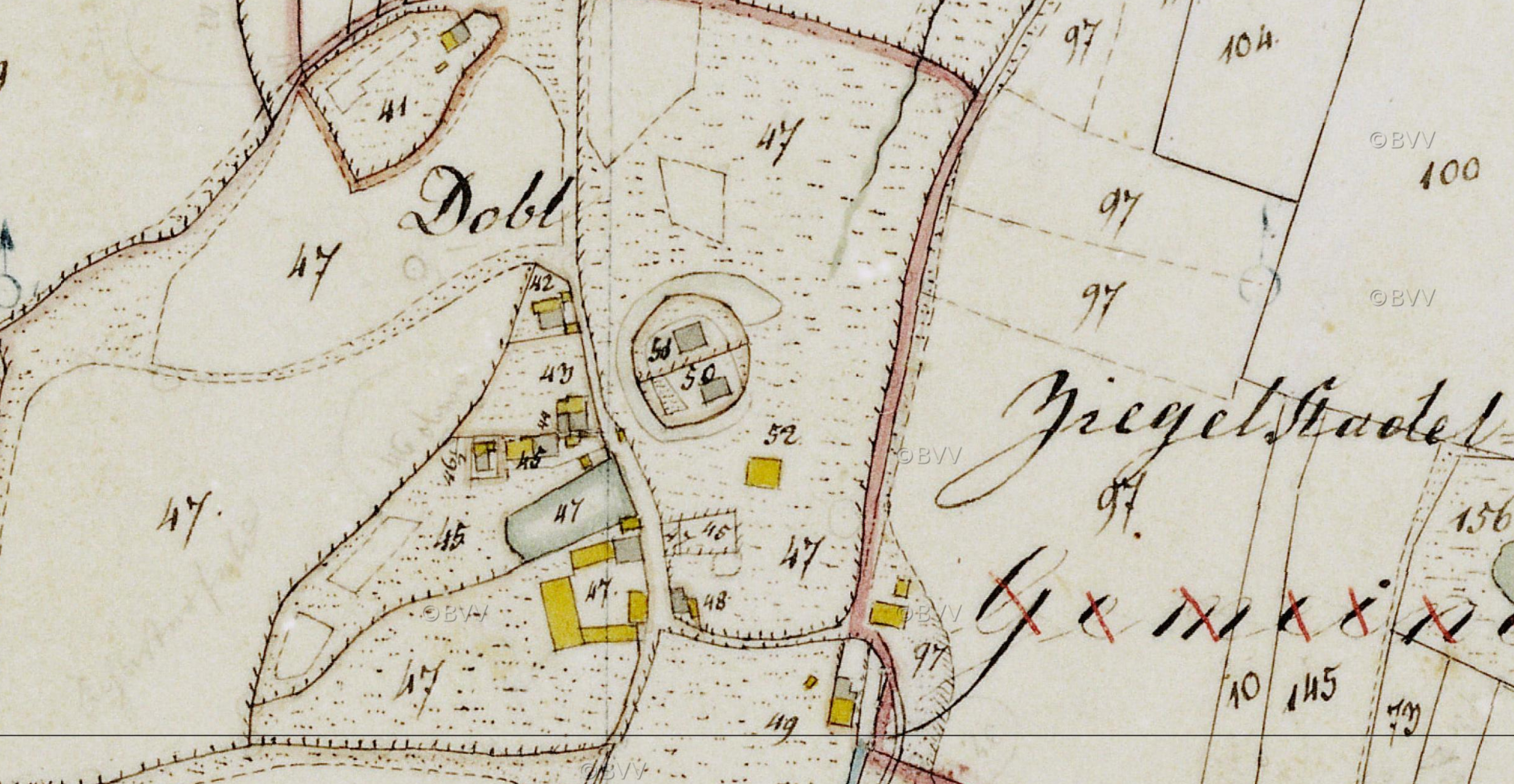
Die Burgstelle auf einem vergrößerten Ausschnitt der Bayerischen Uraufnahme (1808 bis 1864)

Die abgegangene Burg Dobl ist als mittelalterliche Wasserburg vom Typus einer Turmhügelburg (Motte) im gleichnamigen Ort Dobl, einem Gemeindeteil des Marktes Rotthalmünster im Landkreis Passau in Bayern errichtet worden. Der Standort der früheren Burg ist heute modern mit Wohnhäusern überbaut, nur Reste des einstigen Wassergrabens sowie der Zehntstadel sind noch erhalten. Die Stelle der Burg ist als Bodendenkmal Nummer D-2-7645-0099 „Untertägige mittelalterliche und frühneuzeitliche Befunde im Bereich der ehem. Wasserburg und der zugehörigen Schlosskapelle „Maria zur unbefleckten Empfängnis“ in Dobl“, der Zehntstadel als denkmalgeschütztes Baudenkmal Nummer D-2-75-143-64 „ehemaliger Kasten des abgegangenen Weiherschlosses, zweigeschossiger und giebelständiger Steildachbau mit Eckstrebepfeilern, im Kern spätgotisch“ geschützt.

## Beschreibung
Die heute modern überbaute Burgstelle der einstigen Wasserburg befindet sich rund 770 Meter südwestlich der katholischen Pfarrkirche Mariä Himmelfahrt in Rotthalmünster innerhalb der Ortsgrenzen von Dobl, auf einem nur wenig nach Nordnordosten abfallenden Hang. Das Burgareal in Dobl befindet sich in der Schleife der Dobler Straße und der Straße Am Goldberg.
Der Turmhügel war von einem breiten, fast geschlossenen Wassergraben umgeben, nur im Osten läuft er in ein Wiesental aus. Der so künstlich durch den Graben aus dem nach Westen ansteigenden Gelände herausgetrennte Hügel wurde künstlich noch erhöht und trägt heute Wohnhäuser. Der Wassergraben war bis in neuere Zeit noch mit Wasser gefüllt.
Wenige Meter südsüdöstlich des früheren Wassergrabens steht der Zehntstadel der Burg Dobl, er stammt aus gotischer Zeit. Der giebelständige Bau ist zweigeschossig und trägt ein steiles Satteldach, seine Ecken wurden durch Strebepfeiler verstärkt.